# Alyssum fulvescens
Alyssum fulvescens là một loài thực vật có hoa trong họ Cải. Loài này được Sm. mô tả khoa học đầu tiên năm 1813.